# Lars Brygmann

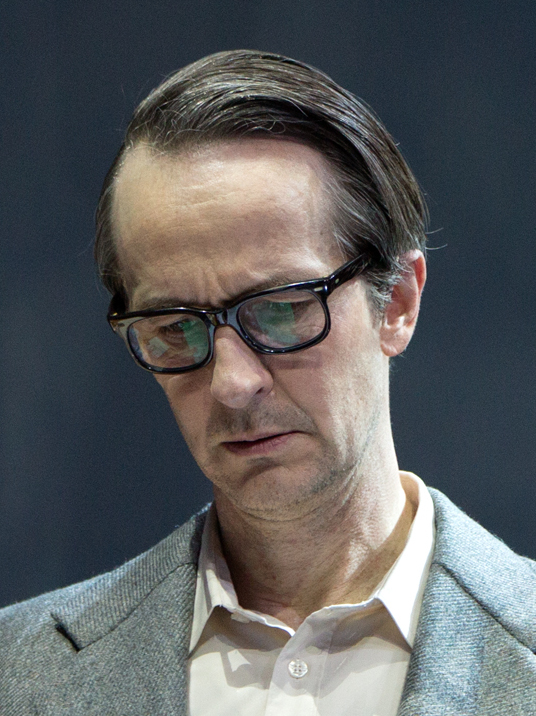
Lars Brygmann (2016) in Toves værelse von Jakob Weis

Lars Brygmann (* 17. Februar 1957 in Kopenhagen) ist ein dänischer Schauspieler.

## Leben
Brygmann wurde 1957 als Sohn des Gastwirts Curt Brygmann und der Pädagogin Helga Traberg geboren. Er wollte ursprünglich Tischler werden. Nachdem er kurzzeitig in Südamerika gelebt hatte, kehrte er nach Dänemark zurück. Er arbeitete zunächst als Tischler im Café-Teatret. Später wandte er sich der Schauspielerei zu und absolvierte ab 1987 an der privaten Schauspielschule Tsarens Hof eine entsprechende Schauspielausbildung.
Anschließend trat er bei verschiedenen dänischen Theatern auf, wie unterem im Får302, Dr. Dante, Mungo Park und im Østre Gasværk Teater. Brygmann war 1995 im Spielfilm Elsker elsker ikke... zu sehen und stieg im gleichen Jahr in die Serie Juletestamentet ein. Seitdem wirkte er als Schauspieler in bislang mehr als 80 Film-und-Fernsehproduktionen mit, wo er in mehreren Nebenrollen und einigen Hauptrollen auftrat. Weiterhin ist er als dänischer Synchronsprecher bei Kinder- und Jugendfilmen sowie in Trick- und Animationsfilmen tätig. 2004 wurde Brygmann mit dem dänischen Film- und Fernsehpreis Robert in der Kategorie Bester Hauptdarsteller als Mick in Stealing Rembrandt – Klauen für Anfänger nominiert. 2008 wurde er mit dem Robert in der gleichen Sparte für seine Hauptrolle des Ulrich Nymann in dem Film Hvid nat ausgezeichnet.
Ab 2010 stellte er in zwei Staffeln der Politserie Borgen – Gefährliche Seilschaften den Politiker Troels Höxenhaven dar. In der Fernsehserie Lykke trat er in 18 Episoden in der Rolle des Flemming Rønn Petersen auf. Ab dem Jahr 2013 stellte er in der Krimiserie Dicte den Kommissar John Wagner dar.
Seine Brüder Martin Brygmann und Jens Brygmann sind ebenfalls Schauspieler. Brygmann war von 2010 bis 2015 mit der Fernsehmoderatorin Katrine Salomon verheiratet. Gemeinsam haben sie zwei Kinder.

## Filmografie (Auswahl)
- 1993: Lykkelige Jim
- 1995: Sprængt nakke (Kurzfilm)
- 1995: Elsker elsker ikke…
- 1995: Juletestamentet (Fernsehserie, 14 Episoden)
- 1997: Fräulein Smillas Gespür für Schnee (Smilla's Sense of Snow)
- 1997: Gnadenlose Verführung  (Sekten)
- 1998: Das Fest (Festen)
- 1998: Albert und der große Rapollo (Albert)
- 1999: Taxa (Fernsehserie, 4 Episoden)
- 1999: Antenneforeningen
- 2000: Max
- 2000: Edderkoppen (Fernsehserie, 4 Episoden)
- 2000: Die Bank (Bænken)
- 2000–2004: Unit One – Die Spezialisten (Rejseholdet, Fernsehserie, 32 Episoden)
- 2003: Stealing Rembrandt – Klauen für Anfänger (Rembrandt)
- 2003: Hodder rettet die Welt (En som Hodder)
- 2003: Das Erbe (Arven)
- 2003–2004: Forsvar (Fernsehserie, 9 Episoden)
- 2004: Lad de små børn...
- 2004: King’s Game (Kongekabale)
- 2005: Unge Andersen
- 2005: Fluerne på væggen
- 2006: Supervoksen
- 2006: Das Genie und der Wahnsinn (Sprængfarlig bombe)
- 2006: Jagd im Eis (Köld slóð)
- 2007: Til døden os skiller
- 2007: Hvid nat
- 2008: Terribly Happy (Frygtelig lykkelig)
- 2008: Wen du fürchtest (Den du frygter)
- 2009: Applaus
- 2009: Biloba
- 2009: Manden med de gyldne ører (Fernsehserie, 3 Episoden)
- 2009–2010: Lulu & Leon (Fernsehserie, 24 Episoden)
- 2010–2011: Borgen – Gefährliche Seilschaften (Borgen, Fernsehserie, 7 Episoden)
- 2011–2012: Lykke (Fernsehserie, 18 Episoden)
- 2011: Dirch
- 2011: Skyskraber
- 2012: Fuglejagten
- 2013: Otto ist ein Nashorn (Otto er et næsehorn, Sprechrolle)
- 2013: Player
- 2013–2016: Dicte (Fernsehserie, 24 Episoden)
- 2014: Kartellet
- 2014–2015: Helden am Herd (Bankerot, Fernsehserie, 12 Episoden)
- 2015: Sommer '92 (Sommeren '92)
- 2016: Fuglene over sundet
- 2016: In anderen Welten  (Den anden verden, Fernsehserie, 24 Episoden)
- 2017: Good Favour
- 2017: Der Charmeur (Charmøren)
- 2018: Kursk
- 2018: Alle Jahre wieder… (Den tid på året)
- 2018: Iqbal & den indiske juvel
- 2018: Håbet (Miniserie, 4 Episoden)
- 2019: The Professor and the Madman
- 2019: Mellem os (Fernsehserie, 8 Episoden)
- 2020: Krudttønden
- 2020: Helden der Wahrscheinlichkeit (Retfærdighedens ryttere)
- 2020: Equinox (Fernsehserie, 6 Episoden)
- 2022: Fædre & mødre
- 2023: Camino
- 2023: Toves værelse
- 2023: Verdacht/Mord (Forhøret, Fernsehserie, 1 Episode)
- 2023: Bedre tider
- 2025: Die Affäre Cum-Ex

## Auszeichnungen (Auswahl)
- 2003: Preisträger in der Kategorie Bester Hauptdarsteller bei den Zulu Awards (Stealing Rembrandt – Klauen für Anfänger)
- 2008: Preisträger in der Kategorie Bester Hauptdarsteller beim Robert für Hvid nat
- 2021: Preisträger in der Kategorie Bester Nebendarsteller beim Robert für Riders of Justice
- 2021: Preisträger in der Kategorie Bester Nebendarsteller beim Bodil für Riders of Justice
- 2023: Lauritzen-Preis